# Tatarczówka skoczowska

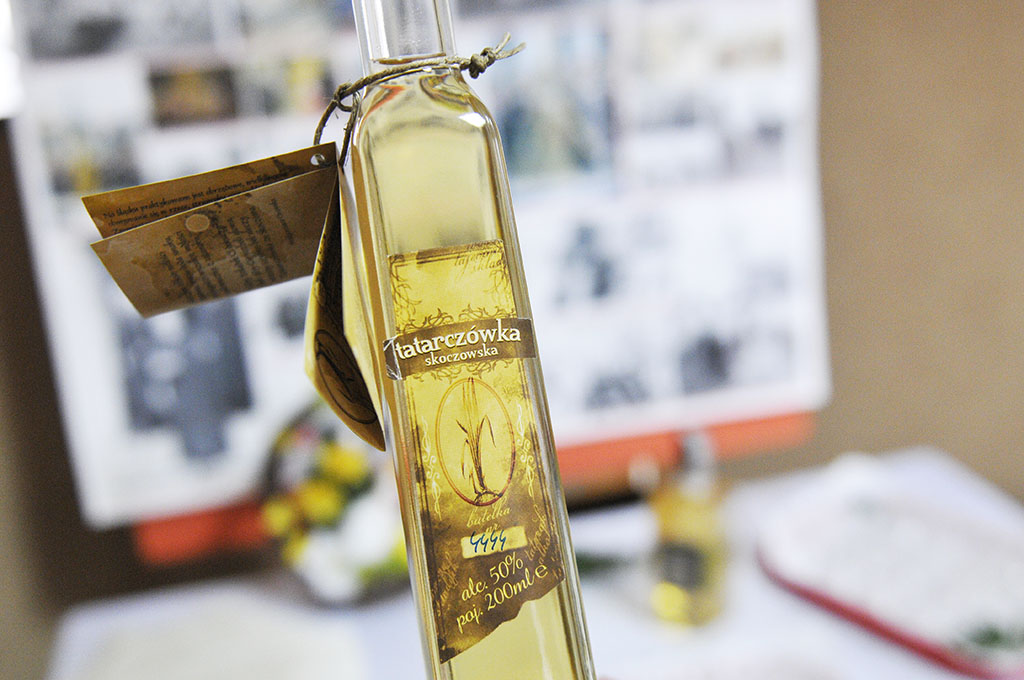
Butelka tatarczówki

Tatarczówka skoczowska – wódka regionalna ze Śląska Cieszyńskiego, a w szczególności z rejonu Skoczowa, produkowana na bazie kłącza tataraku (leżakowany korzeń tataraku zalany spirytusem), o charakterystycznym gorzkim, korzennym posmaku. Wpisana na listę produktów tradycyjnych MRiRW. Seryjnie w niedużych ilościach wytwarzana również w Jasienicy jako trunek o zawartości alkoholu wynoszącej 50%.

## Historia
Historia tatarczówki może sięgać nawet XVIII wieku, kiedy to tatarakowi połączonemu z alkoholem zaczęto przypisywać właściwości lecznicze, przede wszystkim skuteczność w leczeniu chorób przewodu pokarmowego. W Skoczowie tradycja wytwarzania i spożywania tej wódki wiąże się ze świętami wielkanocnymi (Wielki Piątek). Związek trunku z tymi akurat świętami wynika także z wiosennej dostępności samego tataraku porastającego brzegi cieszyńskich akwenów. Kieliszek tej nalewki mieszkańcy Skoczowa piją po zakończeniu zwyczajowego wielkopiątkowego pochodu ze słomianą kukłą zwaną tutaj „Judoszem”. Picie tatarczówki ma przygotować mieszkańców regionu zarówno na zbliżające się świętowanie przy suto zastawionych stołach, jak też być jeszcze nawet formą postnego umartwienia ze względu na jej gorzki, korzenny posmak. Nalewka zresztą z tego powodu w opinii mieszkańców nie nadaje się do spożywania w większych ilościach, a jedynie do degustacji.

## Rozpowszechnienie
Głównymi propagatorami tatarczówki, nie tylko w regionie, są członkowie Towarzystwa Miłośników Skoczowa, których staraniem została uznana za produkt regionalny przez ministerstwo. Im także zawdzięcza tatarczówka zainteresowanie producenta trunków regionalnych z nieodległej Jasienicy, gdzie jest rozlewana od roku 2007. TPS w swoich działaniach wspierają także lokalne władze, jednak jest to utrudnione ze względu na zakazy dotyczące promowania alkoholi. Tradycja związana z konkretnym miejscem i świętami oraz jej specyficzny smak są jednak z jednej strony walorem, z drugiej zaś nie sprzyjają produkcji trunku na większą skalę, co wiąże się także z opłacalnością jego przemysłowego wytwarzania. Dlatego od czasu do czasu pojawiają się zwłaszcza w lokalnej prasie informacje o wznowieniu lub możliwym całkowitym zaprzestaniu seryjnej produkcji tej nalewki.
Walory tatarczówki docenił polski kucharz i osobowość medialna Maciej Kuroń, który przepis na jej wytwarzanie zamieścił na rodzinnym blogu kulinarnym (także w roku 2007).